# Yondemasuyo, Azazel-san
Yondemasuyo, Azazel-san (яп. よんでますよ、アザゼルさん。 Ёндэмасуё, Адзадзэру-сан, Явись, Азазель) — японская манга с элементами чёрного и туалетного юмора, автором которой является Ясухиса Кубо. Манга начала выпускаться издательством Kodansha в журнале Evening с 2007 года.
На основе сюжета манги студией Production I.G была выпущена 4-серийная OVA (серии длиной в 11 минут), а позже аниме-сериал и транслировался по телеканалу AT-X с 8 апреля по 1 июля 2011 года. Каждая серия длится в среднем по 12 минут, всего выпущено 13 серий аниме. Также был официально объявлен релиз второго сезона, который будет выпущен в мае 2013 года. В конце января 2013 года диск первого ограниченного издания Kiitemasu yo, Azazel-san, веб-радио, связанного с аниме, с записью, сделанной в ходе акции Iyashimasu yo, Azazel-san, занял 6 место в недельном рейтинге самых продаваемых DVD с аниме в Японии.

## Сюжет
Молодая студентка Ринко Сакума поступает на работу в детективное бюро, начальник которого, Акутабэ, занимается чёрной магией и призывает демонов для решения проблем. Он вынуждает девушку заключить договор с Азазелем, маленьким демоном, который специализируется на похоти. Ей также помогает Вельзевул, демон-аристократ, но с необычной привычкой питаться экскрементами людей и собак, а также демон-русалка Ундина, которая благодаря силе зависти способна сеять хаос вокруг себя, и другие демоны. Вместе с новыми «партнёрами» студентка должна выполнять заказы и не калечиться сама. Однако демонам угрожают ангелы, главная цель которых — очищение мира от тёмной силы. Так, если ангел заберёт гримуар на небеса, то его хозяин-демон умирает.

## Список персонажей
- Азазель (яп. アザゼル Адзадзэру)

Главный герой, в мире людей принимает облик маленького демона, похожего на собаку. Он демон похоти и поэтому получает сильное удовольствие от сексуальных домогательств, особенно к Ринко, однако позже утверждает, что предпочитает быть пассивным в отношениях с женщиной. Обладает способностью разжигать страсть в человеке, может вызывать у людей такие чувства как влечение, всплеск гормонов, антипатию или даже импотенцию, также способен менять размер груди. Во втором сезоне показано, что Азазель может видеть «связь» в виде розовой нити между людьми, которые занимались любовью (и даже если это были вещи). А также в прошлом помогал проститутке, притворявшейся возлюбленной местного священника, зарабатывать большие суммы, которые клиенты тайно черпали из церковного бюджета, тогда Акутабэ и встретил впервые Азазеля и забрал его к себе. В мире демонов имеет человеческий размер и облик, за исключением ног, в настоящей форме показан в OVA-серии и 2-м сезоне аниме. Живёт вместе со своей матерью. Очень любит есть свиные ноги или бычьи яйца.Прототипом для персонажа послужил Азазель — падший ангел, который научил людей обману, безбожию и разврату.
Сэйю: Масая Оносака
- Ринко Сакума (яп. 佐隈 りん子 Сакума Ринко)

Молодая студентка и ассистентка Акутабэ. Она очень умная, но наивная и легкомысленная, начинающий маг под руководством Акутабэ. В то же время и абсолютно бесстрашная, и может спокойно работать с демонами или даже наказывать их. Многие из демонов отмечают, что она достойная наследница своего наставника. Из-за её мягкости, Азазель и Вельзевул часто унижают её. На какое-то время согласилась войти в команду любителей косплея, где быстро вошла в роль волшебницы-клубнички, и пыталась скрывать это от Акутабэ и демонов, однако ненадолго. Контрактор Азазеля. Во втором сезоне становится контрактором Инкуба.
Сэйю: Рина Сато
- Акутабэ (яп. 芥辺 Акутабэ)

Детектив и маг, специализирующийся на призыве демонов. Знает множество сильных заклинаний, которые делают его неуязвимым перед демонами, также сделал специально так, чтобы демоны при призыве имели подавленные силы и принимали облик плюшевых игрушек. Очень жестокий и склонен к садизму, часто издевается над демонами, особенно над Азазелем, за что те боятся его. Часто шантажирует Ринко и принуждает её работать у себя, хоть и утверждает, что она ему не нужна, однако, когда узнал, что Ринко сбежала от него в клуб любителей косплея, пришёл в ярость и всеми способами пытался её оттуда «вытащить».
Сэйю: Дайсукэ Намикава
- Вельзевул (931-й) (яп. ベルゼブブ Бэрудзэбубу)

Демон чревоугодия, аристократ и друг детства Азазеля. Очень интеллигентный и старается держать себя в рамках этики и приличия, однако быстро выходит из себя. Несмотря на то, что в мире людей внешне похож на пингвина, он на самом деле демон-муха и питается калом, чем приводит других в сильное возмущение и даже вызывает насмешки. Сам Вельзевул воспринимает такое отношение как дискриминацию и впадает в яростные припадки, отстаивая своё право питаться тем, чем хочет. Ненавидит Азазеля, так как тот обижал его в детстве, злорадствует от его неудач и получает сильнейшее удовольствие, когда Азазель страдает. Обладает силой высвобождать скрытые чувства и потребности живых существ (такие как дефекация, голод, потаенная ненависть и др). Также использует козий навоз как допинг и на время становится  сильнее. Без ума от карри. В истинной форме принимает облик статного молодого человека со светлыми волосами и крыльями мухи. В боевой форме принимает облик гигантской мухи, источающий смрад, уничтожающий всё живое на своём пути. Прототипом для персонажа послужил Вельзевул, демон чревоугодия и подручный дьявола.
Сэйю: Хироси Камия
- Саламандра (яп. サラマンダー Сараманда:)

Один из демонов, который по собственному желанию попал в мир людей, чтобы уничтожить старые стереотипы и ввергнуть общество в хаос. Очень эгоистичный и быстро подавил волю хозяина, который заключил с ним контракт. Сексист и считает, что женщины — люди низшего порядка и предназначены лишь для того, чтобы покорно служить мужьям, зарабатывать деньги вместо них и рожать им потомство. Так принципиально отказывается вступать в диалог с Ринко, плюя ей в лицо. Обладает силой заставлять людей верить в то, что они сказали, что бы это не было.
Сэйю: Кадзуя Накаи
- Ундина (яп. アンダイン Андаин)

Русалка, демон зависти. В истинном облике выглядит как молодая девушка, хотя ей уже несколько тысяч лет. Она влюблена в Акутабэ, но тот не отвечает ей взаимностью и бьёт её за неповиновение. Черпает силу из собственной зависти - когда она завидует какой-либо черте другого, которой у неё самой нет, может поменять эту черту на полностью противоположную. Например, Ундина может превратить красивую девушку в страшную, однако, возможен обратный вариант. Например, Ундина завидовала тому, что Ринко носит очки, и излечила тем самым последнюю от дефектов зрения. Также, когда её бросают или обижают, она может «отомстить», превратив человека в какое-нибудь существо, необязательно одушевленное, а также вызвать мгновенную смерть (как показано во 2-м сезоне). Во втором сезоне Ундина узнаёт, что у матери рак, и она проживёт не больше пару сотен лет и в это время желает успеть пронянчится с внуками. Ундина теперь пытается найти себе нового любовника, но из-за своего характера её все боятся. Прототипом для персонажа стала мифическая русалка ундина из германской и прибалтийской мифологии, которая могла погубить путников, или сделать их счастливыми.
Сэйю: Ю Кобаяси
- Молох (Му-сан) (яп. モロク Мороку)

Бык, демон тирании. По словам Азазеля и Вельзевула он страшный тиран в мире демонов и все боятся его, но несмотря на это, в течение аниме-сериала ни разу не продемонстрировал свою природу и даже позволял себя обнимать Ринко. Появляется впервые в OVA-серии, где его публично унижает Акутабэ. После того, как ангел забирает его гримуар на небеса, он умирает, оставляя после себя золотое кольцо. В аниме появляется лишь в одной серии. Позже его копию игрушки находят и превращают в новый бренд, создав аниме с его участием и выпуская сотни игрушек. Во втором сезоне его заменяет младший брат Молох младший, который имеет ту же внешность и характер, притворяясь мягкой игрушкой. Прототипом для персонажа послужило древнее-семитское верховное божество Молох, которому приносили детей в жертву.
Сэйю: Тэссё Гэнда
- Котаро Дотин (яп. 堂珍 光太郎 До:тин Ко:таро:)

Внук хорошего знакомого Акутабэ. Решает работать у Акутабэ. Очень грубый, склонен к оскорблениям, а также иногда домогается к Ринко, из-за чего вызывает гнев у Азазеля. Контрактор Гасиона.
Сэйю: Рёко Сираиси
- Гасион (яп. グシオン Гусион)

Демон, заключивший контракт с Котаро. В качестве подношения съел всю память о бабушке Котаро. Показан в облике обезьяны с крыльями. Один из 72 демонов гоетии. Его способность заключается в «поедании памяти», особенно, связанной с любовью. Гасион очень эффективен в стирании улик.
Сэйю: Нобору Ямагути
- Киёко (яп. キヨコ Киёко)

Возлюбленная Азазеля. Имеет розовые волосы. Демон того же вида, что и Азазель. Появляется в начале первого сезона эпизодически, когда занималась любовью с Азазелем во время призыва второго. Несмотря на то, что в начале Азазель сказал, что в их отношениях нет ничего значимого, Киёко действительно является девушкой Азазеля, как это показано во 2 сезоне. Также в 11 серии появляется возможность увидеть её настоящий облик. Киёко мечтает, чтобы Азазель стал повелителем демонов и разрушил мир людей. При этом, если Азазель начинает возражать Киёко, та начинает проявлять свои садисткие наклонности и избивает Азазеля. В конце 2 сезона изменяет ему, переспав с Инкубом. Также показано, что она обладает колоссальной силой и одним ударом расправилась с Саламандром.
Сэйю: Риэ Кугимия
- Люцифер (яп. ルシファー Русифа:)

Падший ангел, который когда то был самым приближенным к Богу, но был свергнут из-за того, что возжелал власти. Появляется в OVA-сериале. Страдает звёздной болезнью и имеет повышенную самооценку. Заключил контракт с женщиной, которая получила взамен бессмертие. Единственный из демонов, который не боится гнева Акутабэ. В мире людей принимает облик коалы. Имеет способность обращать время объекта вспять, например восстанавливать разрушенные и съеденные вещи, или возвращать молодость. В боевой форме принимает облик гигантского змея. Прототипом для персонажа стал Люцифер, падший ангел, склоняющий человеческий род к грехам и гордости.

## Список серий аниме
| No. | Название | Дата выхода     |
| --- | --- | --------------- |
| 01  | The Demon Detective, the Demon and the Part-time Worker «Tōjō! Akuma-tantei to Akuma to Baito» (登場!悪魔探偵と悪魔とバイト) | 8 апреля, 2011  |
| 02  | Prince of the Demon World «Makai no Purinsu» (魔界のプリンス)                                                                | 15 апреля, 2011 |
| 03  | Revolution of men «Otokotachi no Kakumei» (漢達の革命)                                                                       | 22 апреля, 2011 |
| 04  | Jealous Fish «Yaki-zakana» (妬き魚)                                                                                          | 29 апреля, 2011 |
| 05  | «Ai Karē-haku» (哀☆カレー博)                                                                                                 | 6 мая, 2011     |
| 06  | Moloch of Violence «Bōgyaku no Moroku» (暴虐のモロク)                                                                        | 13 мая, 2011    |
| 07  | Return of the Jealous Fish «Yaki-zakana, Futatabi» (妬き魚、再び)                                                            | 20 мая, 2011    |
| 08  | «Himotisu» (ヒモティス) | 27 мая, 2011    |
| 09  | Strawberry Warrior Appears, nyorin «Ichigo no Senshi Tōjō Nyorin www» (苺の戦士 登場ニョリンwww)                             | 3 июня, 2011    |
| 10  | Strawberry Curry Meshiagare! «Ichigo no Karē o Meshiagare!» (イチゴのカレーを召しあがれ!)                                    | 10 июня, 2011   |
| 11  | Alpinist Angel «Arupinisuto Enjeru» (アルピニストエンジェル)                                                                 | 17 июня, 2011   |
| 12  | Dirty Landlord Good Landlord «Kitanai Ōya Yoi Ōya» (汚い大家 善い大家)                                                       | 24 июня, 2011   |
| 13  | «Bēyan» (べーやん) | 1 июля, 2011    |